# Der Corregidor
Der Corregidor (título original en alemán; en español, El corregidor) es una ópera cómica con música de Hugo Wolf y libreto en alemán de Rosa Mayreder-Obermayer, basado en la novela corta El sombrero de tres picos de Pedro Antonio de Alarcón. Se estrenó en el Nationaltheater de Mannheim el 7 de junio de 1896, bajo la batuta de Hugo Röhr.

## Personajes
| Personaje                                | Tesitura      | Reparto del estreno 7 de junio de 1896 (Director: Hugo Röhr) |
| ---------------------------------------- | ------------- | ------------------------------------------------------------ |
| Don Eugenio de Zuniga, Corregidor        | tenor bufo    | Hans Rüdiger                                                 |
| Juan López, Alcalde                      | bajo profundo | Georg Döring                                                 |
| Pedro, su secretario                     | tenor         | Anton Friedrich Erl                                          |
| Tonuelo, ujier                           | bajo          |                                                              |
| Repela, el criado del Corregidor         | bajo bufo     | Karl Marx                                                    |
| Tío Lukas, molinero                      | barítono      | Joachim Kromer                                               |
| Un vecino                                | tenor         |                                                              |
| Donna Mercedes, la esposa del Corregidor | soprano       | Anna Sorger                                                  |
| Frasquita, la esposa del molinero        | mezzosoprano  | Helene Hohenleiter                                           |
| Duenna, ama de llaves de Donna Mercedes  | contralto     | Helene Seubert-Hansen                                        |
| Manuela, la doncella del Alcalde         | mezzosoprano  |                                                              |